# Karl Del'Haye
Pour les articles homonymes, voir Delhaye.
Kalle Del'Haye est un footballeur allemand né le 18 août 1955 à Aix-la-Chapelle.

## Carrière
- 1973-1974 : Alemannia Aix-la-Chapelle  Allemagne
- 1974-1980 : Borussia Mönchengladbach  Allemagne
- 1980-1984 : Bayern Munich  Allemagne
- 1984-1987 : Fortuna Düsseldorf  Allemagne[1]

## Palmarès
- 2 sélections et 0 but avec l'équipe d'Allemagne en 1980
- Vainqueur de l'Euro 1980 avec l'Allemagne
- Champion d'Allemagne en 1975, 1976 et 1977 avec le Borussia Mönchengladbach
- Vainqueur de la Coupe de l'UEFA en 1979 avec le Borussia Mönchengladbach
- Champion d'Allemagne en 1981 avec le Bayern Munich
- Vainqueur de la Coupe d'Allemagne en 1982 et 1984 avec le Bayern Munich